# Lenora (Prachaticei járás)
Lenora település Csehországban, a Prachaticei járásban. Lenora Horní Vltavice, Volary, Strážný és Stožec településekkel határos. Lakosainak száma 661 fő (2024. január 1.).

## Népesség
A település lakosságának változását az alábbi diagram mutatja:
| Lakosok száma | 1689 | 1789 | 1672 | 934  | 833  | 803  | 744  | 734  | 669  | 661  |
|               | 1869 | 1890 | 1921 | 1950 | 1980 | 2001 | 2017 | 2019 | 2022 | 2024 |